# Bailarín

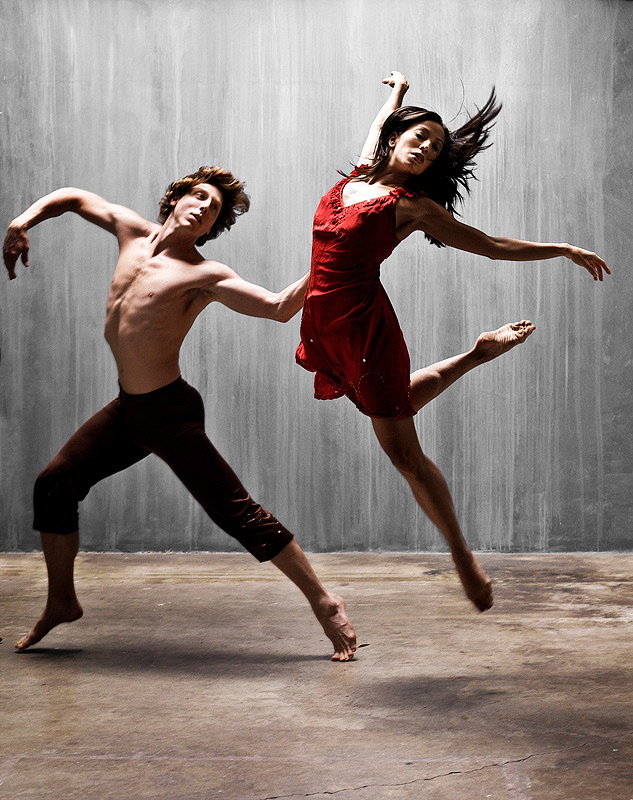
Bailarines de danza moderna.

El bailarín (fem: bailarina) es aquella persona que se dedica a la práctica de bailar no solo profesionalmente, sino también como afición, disciplina, constancia, pasión y valores éticos definen su aporte social a través de su vocación. Considerando que cada bailarín posee un talento que desarrolla a través del entrenamiento y su apropiada formación que potencia las diversas aptitudes.

## Etimología
El entrenamiento físico y mental del futuro bailarín depende del tipo de danza elegido. Hay programas universitarios y de escuelas asociadas a compañías profesionales de danza para la formación especializada. También hay pequeñas academias de propiedad privada, dónde los estudiantes pueden formarse en una variedad de estilos de danza, como formas de danza competitiva (por ejemplo, baile latino, jazz, baile de salón, tango, hip-hop, funky, breakdance, etc.), así como étnico y folclórico.
La formación en un conservatorio profesional de danza dura unos 10 años. Los alumnos de estos centros son seleccionados en una prueba de admisión en la que se tienen en cuenta sus condiciones físicas. Normalmente esta prueba se realiza en torno a los 8 años de edad. En los conservatorios el entrenamiento suele ser diario y las disciplinas que se imparten pueden ser: danza clásica (o académica), danza contemporánea, danzas tradicionales (por ejemplo danza española), música, anatomía, técnica de puntas, repertorio, maquillaje, clases de paso a dos, etc.
Los bailarines profesionales suelen ser empleados por contrato. La vida profesional de un bailarín es en general un constante cambio de las situaciones de trabajo, la presión de una fuerte competencia y los bajos salarios.
A menudo, aquellos bailarines que no trabajan para una compañía grande, tienen que complementar sus ingresos, ya sea en los papeles relacionados con la danza (por ejemplo, la enseñanza de la danza, los entrenadores deportivos de baile y yoga) o la instrucción de pilates para lograr la estabilidad financiera.